# こてつ
こてつは、日本のお笑いコンビ。所属事務所は吉本興業東京本社（東京吉本）。東京NSC9期生。
2006年結成。2011年から吉本興業「あなたの街に住みますプロジェクト」の長野県担当芸人。

## メンバー
- 北村 智（きたむら とも、1979年9月12日 - ）O型。

群馬県前橋市出身。
父は医師の北村邦夫（日本家族計画協会クリニック所長）。デイリーポータルZのライター及びイラストレーターである北村ヂンは兄。
- 河合 武俊（かわい たけとし、1977年1月2日 - ）O型。

長野県東筑摩郡波田町（現在の松本市）出身。
河合の「哀愁ランデブー」時代の相方はしずるの村上の兄である。

## 来歴・芸風
- 北村は元BangBang、河合は元哀愁ランデブーというコンビ。
- ネタの際は、2人ともボーダーのロングTシャツを着用（ショートコントをやっていた頃）。
- 「気まずい時のリアクション～」など主にショートコントを披露する。ただし、現在はやっていない。
- 現在は漫才を中心にしている。
- ショートコントはブリッジの踊りが恥ずかしくなってきたので、やらなくなった。

## 出演番組

### テレビ
レギュラー番組
- ゆうがたGet!（TSBテレビ信州、2008年10月 - 2014年3月、毎週月曜出演）[1]
  - 北村智（毎週月曜出演、2014年4月 - ）
  - 河合武俊（毎週火曜出演、2014年4月 - ）
- ほほ笑みチャンネル（NBS長野放送、2013年4月 - 2016年3月26日、毎週土曜9時55分 - 10時55分）終了
- PUSH☆（NBS長野放送、2016年4月9日 - 2019年9月28日、毎週土曜10時45分 - 11時15分）終了
- レッツゴー!まちっぷちゃん（iネット飯山）
- 金曜☆ときめきモール（abn長野朝日放送、2017年11月 - 2018年9月28日、毎週金曜10時30分 - 11時00分）終了

冠番組
- こてつのお仕事見聞録（TSBテレビ信州）

その他
- エンタの天使（日本テレビ系） - キャッチコピーは「気まずいパイパイセッション」
- あらびき団（TBSテレビ）、2010年6月15日初出演）
- 24時間テレビ 「愛は地球を救う」 ローカル差替枠（TSBテレビ信州、2009年 - 2013年）
- ザ・駅前テレビ（abn長野朝日放送）
- 土曜はこれダネッ!（NBS長野放送）
- 信州夢街道フェスタ2014 MC（NBS長野放送）
- 智ちゃん祐ちゃんが行く 氷見キトキト魚旅（TSBテレビ信州）
- こてつ北村と行こう! 氷見きときとうんまいバスツアー（TSBテレビ信州）

### ラジオ
レギュラー番組（SBC信越放送）
- びんびん☆サタデー
  - こてつと奈緒美のびんびん☆サタデー -（2012年7月7日 - 2013年3月23日、毎週土曜23時 - 23時30分）
  - こてつと万奈のびんびん☆サタデー（2013年4月6日 - 2014年10月25日、毎週土曜23時 - 23時30分）
  - こてつとまなみのびんびん☆サタデー（2014年11月1日 - 2016年4月、毎週土曜23時 - 23時30分）
  - こてつのびんびん☆サタデー（2016年4月 - 、毎週土曜23時 - 23時30分）
- ともラジ（2013年4月 - 、 毎週土曜13時 - 14時55分）
- おとなりラジオ あらら…（2012年4月 - 2013年3月）終了

その他
- 信越放送創立70周年記念ラジオドラマ「シンフォニー！」（2022年3月、おおてつ 役）[2][3]

### 映画
- 瞬間の流レ星
- 家族のはなし
- 透子のセカイ
- ペルセポネーの泪

## 著書
- 「長野のおきて〜ナガノを楽しむ為の51のおきて〜」泰文堂 2014年　ISBN 978-480300578-3

## コラム
- 「北村さんちの親子の文通！〜子育て・仕事・性〜」（信濃毎日新聞）- 2016年〜 毎月第4木曜日）